# Gonna Make You Sweat
Gonna Make You Sweat è il primo album in studio del gruppo musicale dance statunitense C+C Music Factory, pubblicato nel 1990.

## Tracce
1. Gonna Make You Sweat (Everybody Dance Now) – 4:06
2. Here We Go, Let's Rock & Roll – 5:42
3. Things That Make You Go Hmmm... – 5:23
4. Just a Touch of Love (Everyday) – 5:38
5. A Groove of Love (What's This Word Called Love?) – 10:00
6. Live Happy – 7:22
7. Oooh Baby – 4:53
8. Let's Get Funkee – 4:29
9. Givin' It to You – 4:52
10. Bang That Beat – 5:35
11. Shade – 8:17